# 모빌

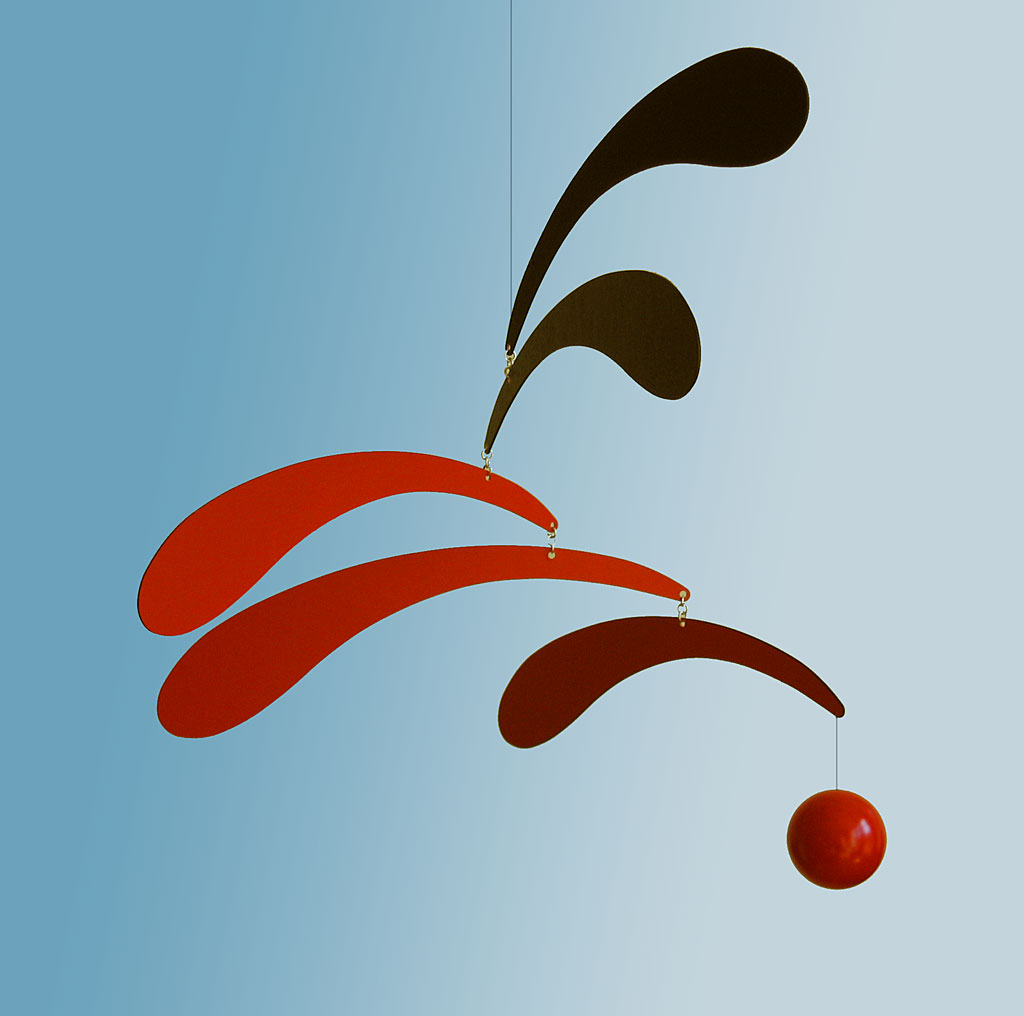
모빌

모빌(mobile IPA: [móubəl, -biːl | -bail])은 가느다란 실, 철사 등으로 여러 가지 모양의 쇳조각이나 나뭇조각을 매달아 미묘한 균형을 이루게 한 움직이는 조각을 말한다. 1923년 조각가 알렉산더 콜더(Alexander Calder)의 작품이 '오브제 모빌'(움직이는 오브제)이라는 명칭으로 불리면서 '모빌'이라는 용어가 사용되었다.

## 내용
1932년 이래 미국의 알렉산더 콜더에 의하여 만들어진 '움직이는 조각'은 얇은 금속판과 가느다란 팔에 의하여 균형이 주어져, 마치 운행하는 유성군(遊星群)처럼 움직이고, 더욱이 연결된 제 부분은 추상적인 구성물이다. 이 연결된 구성물의 물리적인 운동 자체가 소재이고, 순수한 형체적(形體的)인 표현이다. 즉 공간적인 소재와 시간적인 소재를 동시성(同時性)으로 한 조각이다.
모빌은 종래의 조각과 무용의 중간위치에 있는 예술이라고도 생각할 수 있다. 즉 계속하는 시간 속에서 움직이고 변하는 입체구성을 보여줌으로써 근대조각에 새로운 요소를 더하여 혁명적인 변화를 이루었다.
이러한 실험에는 타틀린, 만 레이 등의 선구적 작품이 있으나 모빌을 새로운 공간가치에까지 높인 것은 콜더의 작품들에 의한 것이었다. 콜더의 모빌은 명쾌한 조형성과 근대적인 감각으로 꾸며졌다. 한정적인 양과 근대적인 감각으로 꾸며졌다. 한정적인 양으로부터의 해방과 시시각각으로 변하는 이미지의 공간성 등 근대생활양식에 강하게 적응함으로써 실내장식의 수단으로 전용되었다. 콜더의 대표작은 스톡홀름 근대미술관에 수장되어 있다. 최근의 모빌은 추상형태의 운동에 만족하지 않고 동력을 사용한 빛 또는 반사효과를 응용하는 등 초현실주의적 요소가 가미되어 새로운 양상을 보인다. 따라서 여기에 키네틱 아트라는 명칭이 붙었다.
장난감 중 하나가 될 수 있으며, 일종의 회전목마 장난감으로 신생아에게 쓰인다.

## 공구
모빌을 제작하기 위해서는 실톱, 강철톱, 니퍼, 집게, 금속용 가위, 곡선용 가위, 컴퍼스, 펀치, 핸드드릴, 줄, 해머, 바이스(vice), 가스버너 등 금공(金工) 연장을 갖추어야 한다.

## 같이 보기
- 드림캐처
- 풍경 (악기)